# Campanulotes compar
Campanulotes compar är en insektsart som först beskrevs av Hermann Burmeister 1838.  Campanulotes compar ingår i släktet klocklöss, och familjen Goniodidae. Arten är reproducerande i Sverige.